# 布莱恩·霍华德 (足球员)
布莱恩·理查德·威廉·布拉泽顿·霍华德（英語：Brian Richard William Brotherton Howard，1983年1月23日—）是一名英格蘭足球運動員，司職中場，出身青訓系統。

## 球會生涯

### 南安普顿及斯温登
霍华德出身於南安普顿的青年軍，在2003年被放棄，期間沒有代表球隊上場。之後他到切尔西訓練，球會向他開出一紙合約，但在他代表英格蘭U20參賽期間，球會被罗曼·阿布拉莫维奇買下並簽入多名頂級球員，霍华德選擇不在合約上簽字。之後他選擇加盟乙組足球聯賽（第三級）的斯温登，以獲得穩定的上場機會。2003年8月9日主場對谢周三賽事中，他首次代表球會上場，以3-2落敗。他在10月1日對卢顿的比賽中打進個人職業生涯首個進球，在89分鐘助球隊追平。整個賽季他在各項比賽共上場41次並取得4個進球。
在2004/05球季展開前，球會延長了霍华德的合約。這賽季他擔任更多中中場的角色而非邊中場，這使霍华德本人感到滿意。斯温登以中游位置完成聯賽，而霍华德在各項賽事共上場42次並打進6球。由於財政緊縮，球會不向他提供新合約，他表示一支優秀球隊因財困而星散感到失望。

### 巴恩斯利
霍华德加盟英甲球會巴恩斯利，簽約兩年，由於腳部断骨而錯過首兩個月的比賽。復出後的他與中場搭檔斯蒂芬·麥克菲尔成為球隊爭取晉級英冠的重要成員，霍华德在晉級附加賽決賽因被侵犯而獲得自由球，其隊友從這自由球打進一球追平使比賽進入加時，最終擊敗斯旺西晉級英冠。
2007年3月，霍华德及另外兩名巴恩斯利球員被指控種族攻擊，最終被釋放。2006/07球季，霍华德當選為球會年度最佳球員，而球隊亦保級成功。季後他簽下兩年新約。
2007/08球季，霍华德在足總盃第五輪在93分鐘進球，以2-1淘汰利物浦，並助球隊晉級至半決賽，不敵卡迪夫城而出局。他當選為該球季最佳陣容。
2008/09球季季前傳出阿士東維拉、米德尔斯堡、愛華頓和谢菲尔德联有意羅致霍华德，而谢菲尔德联擁有者帕特里克·佳尼認為霍华德比隊中的迈克尔·汤奇更為優秀，如果汤奇價值300萬至400萬英鎊，那麼霍华德就價值1,000萬英鎊，但主教練凯文·布莱克威尔否認對他有興趣。

### 谢菲尔德联
2008年9月底，霍华德被外借至谢菲尔德联至2009年1月，球會擁有購買權。數天後以替補方式首次代表球隊上場，主場以3-0擊敗布里斯托尔城。
霍华德在谢菲尔德联有穩定的比賽機會，12月9日更打進在球會的首球，以1-0擊敗诺丁汉森林。球會於2008年1月7日買下霍华德，而他亦助球隊獲得晉級附加賽，並在半決賽對普雷斯顿打進一球，但在決賽以1-0不敵伯恩利。

### 雷丁

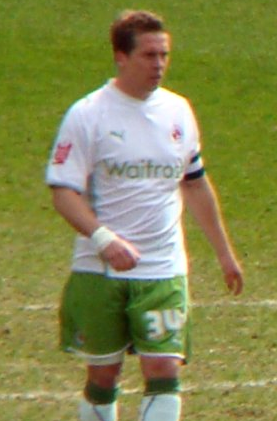
2010年效力雷丁的霍華德

雖然霍华德是在2009/10球季谢菲尔德联的先發陣容中，但他在9月2日以50萬英鎊轉會費加盟英冠的雷丁，簽約三年，雷丁的詹姆斯·哈珀則被外借至谢菲尔德联。
10月2日對女王公园巡游者的打賽中他打進在球會首個進球，當時雷丁以4-0落後。11月28日對德比郡的賽事中受傷並缺席數個星期。在足總盃第五輪對西布罗姆维奇賽事中，在94分鐘完場前打進一球追和，吉尔维·西于尔兹松在加時的進球使雷丁自1927年來首次晉級至四分之一決賽。在季末，由於马修·米尔斯停賽，他以隊長身份參加四場比賽。
2010年9月對米德尔斯堡的比賽，霍华德因犯規而紅牌離場。2011年3月中傳出他會重返南安普顿，但他留隊並在各項賽事上場28次，助球隊能參加晉級附加賽，但他並沒有在附加賽上場，而球隊亦在決賽不敵斯旺西。之後他表示如果在球隊無法得到足夠的比賽機會，他會偏向選擇離隊。2011/12球季上半季，他被外借至米尔沃尔三個月。他說他希望能在1月轉會窗重開時離開雷丁，但沒有成事，在2012年6月約滿離隊。

### 朴茨茅斯
霍華德在季前在朴茨茅斯操練，並在2012年8月16日與其餘九名球員簽下一個月合約，他被任命為隊長。9月4日的英格蘭聯賽錦標對般尼茅夫賽事中打進一球，但之後在一星期內兩次射失點球後，他被解除主射點球的職務。2013年1月，霍華德及一眾球員得知不會獲得續約後離隊。

### 布里斯托尔城
2013年2月15日，霍華德簽約布里斯托尔城半年，穿11號球衣，在對卡迪夫城的賽事中以替補身份首次上場。他在季末不獲續約而離隊，效力期間共上場6次，全是替補身份上場。

### 索菲亞中央陸軍
2013年8月，霍華德轉投保甲的索菲亞中央陸軍，簽約一年，但因球會欠薪而在季中離隊，期間共上場13次。

### 伯明翰城
2014年1月，霍華德轉投英冠球會伯明翰城，簽約至季末。他首次代表球隊是主場以2-0不敵约维尔。2月1日對德比郡的賽事中，他接應保羅·卡迪斯的傳中打進一球先開紀錄，最終以3-3完場。

### 牛津聯
2014年夏季霍华德不獲伯明翰城提供新約，直到9月15日才落實加盟英乙球會牛津聯，簽署短約至翌年1月，可延長至5月。2014年12月23日，霍华德被通知提前解約，期間只在聯賽上陣7場及足總盃上陣1場。

## 國家隊生涯
霍华德曾代表英格蘭U16至英格蘭U20四個年齡階層的國家隊。由於霍华德的父親是蘇格蘭人，因此他能代表蘇格蘭參加國際賽，亦被蘇格蘭教練乔治·伯利徵召參加2008年3月26日對克羅地亞的友誼賽，但国际足球联合会認為他未在21歲前註冊代表蘇格蘭，因此不合資格。霍华德曾上訴推翻国际足球联合会的決定但失敗。